# نخ‌دنبان
نخ‌دنبان (نام علمی: Protoneuridae) نام یک تیره از زیرراسته سنجاقک است.